# Vòng loại Giải vô địch bóng đá thế giới 1990 – Khu vực Nam Mỹ
Tại FIFA World Cup 1990, khu vực Nam Mỹ (CONMEBOL) được phân bổ 3,5 suất tham dự (3 suất trực tiếp và 1 suất play-off). Do đương kim vô địch Argentina được đặc cách không tham dự vòng loại, Nam Mỹ chỉ còn lại 2 suất trực tiếp và 1 suất play-off (tổng 2,5 suất).

## Thể thức
9 đội được chia vào 3 bảng (mỗi bảng 3 đội). Các đội trong bảng đá vòng tròn hai lượt sân nhà và sân khách, để xếp hạng chung cuộc ở các bảng. Hai đội đứng nhất bảng có thành tích tốt nhất giành quyền tham dự FIFA World Cup 1990 và đội đứng nhất bảng còn lại tham dự vòng play-off liên lục địa tranh suất với đại diện đến từ châu Đại Dương (OFC).

## Bốc thăm
Lễ bốc thăm diễn ra vào ngày 12 tháng 12 năm 1987 tại Thụy Sĩ. 9 đội được chia thành 3 nhóm hạt giống như sau:
| Nhóm A                      | Nhóm B                  | Nhóm C                        |
| --------------------------- | ----------------------- | ----------------------------- |
| Brasil · Paraguay · Uruguay | Chile · Colombia · Perú | Bolivia · Ecuador · Venezuela |

## Các bảng đấu

### Bảng 1
| Đội     | ST | T | H | B | BT | BB | HS | Đ |  | Uruguay | Bolivia | Perú |
| ------- | -- | - | - | - | -- | -- | -- | - |  | ------- | ------- | ---- |
| Uruguay | 4  | 3 | 0 | 1 | 7  | 2  | +5 | 6 |  |         | 2–0     | 2–0  |
| Bolivia | 4  | 3 | 0 | 1 | 6  | 5  | +1 | 6 |  | 2–1     |         | 2–1  |
| Perú    | 4  | 0 | 0 | 4 | 2  | 8  | −6 | 0 |  | 1–2     | 0–2     |      |

Uruguay là một trong 2 đội đầu bảng có thành tích tốt nhất và giành quyền tham dự FIFA World Cup 1990.
| Bolivia                          | 2–1 | Perú          |
| -------------------------------- | --- | ------------- |
| Melgar 45' (ph.đ.) · Ramallo 53' |     | del Solar 43' |

| Perú | 0–2 | Uruguay                  |
| ---- | --- | ------------------------ |
|      |     | Sosa 46' · Alzamendi 69' |

| Bolivia                         | 2–1 | Uruguay  |
| ------------------------------- | --- | -------- |
| Domínguez 38' (l.n.) · Peña 47' |     | Sosa 49' |

| Perú         | 1–2 | Bolivia                   |
| ------------ | --- | ------------------------- |
| González 53' |     | Montaño 45' · Sánchez 77' |

| Uruguay                    | 2–0 | Bolivia |
| -------------------------- | --- | ------- |
| Sosa 31' · Francescoli 39' |     |         |

| Uruguay       | 2–0 | Perú |
| ------------- | --- | ---- |
| Sosa 45', 58' |     |      |

### Bảng 2
| Đội      | ST | T | H | B | BT | BB | HS | Đ |  | Colombia | Paraguay | Ecuador |
| -------- | -- | - | - | - | -- | -- | -- | - |  | -------- | -------- | ------- |
| Colombia | 4  | 2 | 1 | 1 | 5  | 3  | +2 | 5 |  |          | 2–1      | 2–0     |
| Paraguay | 4  | 2 | 0 | 2 | 6  | 7  | −1 | 4 |  | 2–1      |          | 2–1     |
| Ecuador  | 4  | 1 | 1 | 2 | 4  | 5  | −1 | 3 |  | 0–0      | 3–1      |         |

Colombia giành quyền tham dự vòng play-off liên lục địa.
| Colombia         | 2–0 | Ecuador |
| ---------------- | --- | ------- |
| Iguarán 32', 72' |     |         |

| Paraguay                             | 2–1 | Colombia    |
| ------------------------------------ | --- | ----------- |
| Ferreira 48' · Chilavert 90' (ph.đ.) |     | Iguarán 87' |

| Ecuador | 0–0 | Colombia |
| ------- | --- | -------- |
|         |     |          |

| Paraguay                   | 2–1 | Ecuador    |
| -------------------------- | --- | ---------- |
| Cabañas 36' · Ferreira 67' |     | Avilés 84' |

| Colombia                    | 2–1 | Paraguay    |
| --------------------------- | --- | ----------- |
| Iguarán 56' · Hernández 67' |     | Mendoza 45' |

| Ecuador                                  | 3–1 | Paraguay  |
| ---------------------------------------- | --- | --------- |
| Aguinaga 26' · Marsetti 72' · Avilés 82' |     | Neffa 18' |

### Bảng 3
| Đội       | ST | T | H | B | BT | BB | HS  | Đ |  | Brasil | Chile | Venezuela |
| --------- | -- | - | - | - | -- | -- | --- | - |  | ------ | ----- | --------- |
| Brasil    | 4  | 3 | 1 | 0 | 13 | 1  | +12 | 7 |  |        | 2–0   | 6–0       |
| Chile     | 4  | 2 | 1 | 1 | 9  | 4  | +5  | 5 |  | 1–1    |       | 5–0       |
| Venezuela | 4  | 0 | 0 | 4 | 1  | 18 | −17 | 0 |  | 0–4    | 1–3   |           |

Brazil là một trong 2 đội đầu bảng có thành tích tốt nhất và giành quyền tham dự FIFA World Cup 1990.
| Venezuela | 0–4 | Brasil                                    |
| --------- | --- | ----------------------------------------- |
|           |     | Branco 5' · Romário 65' · Bebeto 79', 81' |

| Venezuela     | 1–3 | Chile                          |
| ------------- | --- | ------------------------------ |
| Fernández 65' |     | Aravena 5', 33' · Zamorano 71' |

| Chile     | 1–1 | Brasil              |
| --------- | --- | ------------------- |
| Basay 81' |     | González 56' (l.n.) |

| Brasil                                                    | 6–0 | Venezuela |
| --------------------------------------------------------- | --- | --------- |
| Careca 10', 17', 80', 86' · Silas 37' · Acosta 39' (l.n.) |     |           |

| Chile                                          | 5–0 | Venezuela |
| ---------------------------------------------- | --- | --------- |
| Letellier 14', 34', 69' · Yáñez 44' · Vera 84' |     |           |

| Brasil     | 2–01 | Chile |
| ---------- | ---- | ----- |
| Careca 49' |      |       |

1 Trận đấu bị hủy bỏ ở phút thứ 67 khi Brazil đang dẫn trước 1–0. Lúc này, một quả pháo được ném từ khán đài được cho là đã trúng vào đầu thủ môn Roberto Rojas, làm cho cầu thủ này được khiêng ra khỏi sân bằng cáng. Một cuộc điều tra sau đó của FIFA phát hiện ra rằng chấn thương của Rojas là do tự gây ra, bằng cách sử dụng một lưỡi dao cạo giấu trong găng tay của anh ta. Vào ngày 13 tháng 9 cùng năm, Brazil được xử thắng 2–0 và Chile bị cấm tham dự vòng loại World Cup tiếp theo. Rojas bị cấm tham gia bóng đá chính thức suốt đời (được dỡ bỏ vào năm 2001), cũng như huấn luyện viên Orlando Aravena của Chile, đội phó Fernando Astengo và bác sĩ của đội Daniel Rodriguez.

### Xếp hạng các đội đứng đầu bảng
Hai đội đứng đầu bảng có thành tích tốt nhất giành vé trực tiếp dự FIFA World Cup 1990.

| VT | Bg | Đội      | ST | T | H | B | BT | BB | HS  | Đ  | Giành quyền tham dự           |
| -- | -- | -------- | -- | - | - | - | -- | -- | --- | -- | ----------------------------- |
| 1  | 3  | Brasil   | 4  | 3 | 1 | 0 | 13 | 1  | +12 | 10 | Tham dự FIFA World Cup 1990   |
| 2  | 1  | Uruguay  | 4  | 3 | 0 | 1 | 7  | 2  | +5  | 9  | Tham dự FIFA World Cup 1990   |
| 3  | 2  | Colombia | 4  | 2 | 1 | 1 | 5  | 0  | +5  | 7  | Tham dự play-off liên lục địa |

## Play-off liên lục địa
Đội thắng của OFC (châu Đại Dương) đối đầu với đại diện đến từ Nam Mỹ (CONMEBOL) hai lượt trận sân nhà và sân khách. Đội thắng chung cuộc sẽ giành vé tham dự FIFA World Cup 1990.
| Đội 1    | TTS | Đội 2  | Lượt đi | Lượt về |
| -------- | --- | ------ | ------- | ------- |
| Colombia | 1–0 | Israel | 1–0     | 0–0     |

## Các đội vượt qua vòng loại
| Đội       | Trạng thái                                | Ngày vượt qua        | Số lần tham dự FIFA World Cup1                                                    |
| --------- | ----------------------------------------- | -------------------- | --------------------------------------------------------------------------------- |
| Argentina | Đương kim vô địch FIFA World Cup 1986     | 29 tháng 6 năm 1986  | 9 (1930, 1934, 1958, 1962, 1966, 1974, 1978, 1982, 1986)                          |
| Brasil    | Top 2 đội đầu bảng có thành tích tốt nhất | 13 tháng 9 năm 1989  | 13 (1930, 1934, 1938, 1950, 1954, 1958, 1962, 1966, 1970, 1974, 1978, 1982, 1986) |
| Uruguay   | Top 2 đội đầu bảng có thành tích tốt nhất | 24 tháng 9 năm 1989  | 8 (1930, 1950, 1954, 1962, 1966, 1970, 1974, 1986)                                |
| Colombia  | Thắng play-off liên lục địa               | 30 tháng 10 năm 1989 | 1 (1962)                                                                          |

1 In đậm là năm vô địch. In nghiêng là năm làm chủ nhà.

## Danh sách ghi bàn
5 bàn thắng
- Careca
- Rubén Sosa

4 bàn thắng
- Arnoldo Iguarán

3 bàn thắng
- Juan Carlos Letelier

2 bàn thắng
- Bebeto
- Jorge Aravena
- Raúl Aviles
- Javier Ferreira

1 bàn thắng
- José Milton Melgar
- Tito Montaño
- Álvaro Peña
- William Ramallo
- Erwin Sánchez
- Branco
- Romário
- Paulo Silas
- Ivo Basay
- Jaime Vera
- Patricio Yáñez
- Iván Zamorano
- Rubén Darío Hernández
- Albeiro Usuriaga
- Álex Aguinaga
- Pietro Marsetti
- Roberto Cabañas
- José Luis Chilavert
- Alfredo Mendoza
- Gustavo Neffa
- Andrés Aurelio González
- José del Solar
- Antonio Alzamendi
- Enzo Francescoli
- Ildemaro Fernández

1 bàn phản lưới nhà
- Hugo González (gặp Brazil)
- Alfonso Domínguez (gặp Bolivia)
- Pedro Acosta (gặp Brazil)